# Bagnolo Cremasco
Bagnolo Cremasco (lombardul: Bagnól) település Olaszországban, Lombardia régióban, Cremona megyében. Lakosainak száma 4942 fő (2023. január 1.). Bagnolo Cremasco Chieve, Crespiatica, Trescore Cremasco, Abbadia Cerreto, Crema, Palazzo Pignano és Vaiano Cremasco községekkel határos.

## Népesség
A település népességének változása:
| Lakosok száma | 4840 | 4846 | 4877 | 4942 |
|               | 2013 | 2017 | 2018 | 2023 |